# Мувижа
Мувижа (в верхнем течении Искалшурка, тат. Мөвиҗә)— река в России, протекает по Малопургинскому району Удмуртии и Агрызскому району Татарстана. Правый приток Ижа.

## География
Длина реки 15 км, площадь водосборного бассейна — 134 км².
Берёт начало в Удмуртии на лесистых холмах Можгинской возвышенности в 2,5 км к югу от деревни Гужношур. Течёт на юго-восток через деревни Новая Монья и Быстрово. Затем пересекает границу Татарстана и протекает через деревню Биктово.
От Биктово река ранее текла на юго-восток, где впадала в реку Иж, ныне река направлена на восток к озеру Чёрное в пойме Ижа, в 4 км к от деревни.
Имеются пруды на реке и притоках. В бассейне реки в верховьях также расположена деревня Чекалкино.
Ниже Биктово реку пересекают железная дорога Агрыз — Акбаш и автодорога Агрыз — Крынды — Менделеевск.

## Гидрология
Река со смешанным питанием, преимущественно снеговым. Густота речной сети территории водосбора 0,2 км/км², лесистость 30 %. Годовой сток в бассейне 122 мм, из них 80 мм приходится на весеннее половодье. Замерзает в середине ноября, половодье в первой декаде апреля. Общая минерализация от 200 мг/л в половодье до 500 мг/л в межень.

## Данные водного реестра
По данным государственного водного реестра России относится к Камскому бассейновому округу, водохозяйственный участок реки — Иж от истока и до устья, речной подбассейн реки — бассейны притоков Камы до впадения Белой. Речной бассейн реки — Кама.
Код объекта в государственном водном реестре — 10010101212111100027279.